# 王鸿祯
王鸿祯（1916年11月17日—2010年7月17日），男，山东临沂人，中国地质学家。

## 生平
出生于书香门第，父亲为前清秀才。1935年考入北京大学。1945年考取赴英国公费留学。1947年获得剑桥大学哲学博士学位。回国后，先后在北京大学、北京地质学院等校任教。1980年至1983年任武汉地质学院院长。1980年被选为中国科学院院士。

## 学术贡献
王鸿祯是中国地层古生物事业的开创者之一、历史大地构造学的奠基人之一。20世纪70年代建立了四射珊瑚的分类演化体系。还提出以年代地层和岩石地层两者为主的地层分类方案。组织参与了《中国古地理图集》的编纂。
王鸿祯从事地质教育和地质科研工作六十多年，在北京大学或北京地质学院期间，由其亲自授课和指导毕业论文的，有18位后来成为了中科院院士。

## 奖项
- 国家自然科学奖一等奖（1982年）[2]
- 何梁何利基金科学与技术进步奖（1994年）